# Prîbuzke, Hmelnîțkîi
Prîbuzke (în ucraineană Прибузьке) este un sat în comuna Pîrohivți din raionul Hmelnîțkîi, regiunea Hmelnîțkîi, Ucraina.

## Demografie
Componența lingvistică a localității Prîbuzke
     Ucraineană (92,86%)
     Rusă (7,14%)
Conform recensământului din 2001, majoritatea populației localității Prîbuzke era vorbitoare de ucraineană (92,86%), existând în minoritate și vorbitori de rusă (7,14%).